# Pałac w Trawnikach
Pałac w Trawnikach – zabytkowy pałac w Trawnikach.

## Historia
Pierwszy niewielki pałac w Trawnikach został wybudowany w 1538 roku przez Henryka Larischa von Nimsdorfa.
W 1859 Franz von Wallhofen (1797-1863) żonaty z Elfriede von Schrotter, ojciec Georga,  nakazał rozebranie starego dworu i w jego miejsce rozpoczął budowę nowego pałacu, wokół którego urządzono park krajobrazowy. W 1912 rezydencja spłonęła i w jej miejscu zbudowano nowy skromniejszy pałac.
W latach 50. XX w. obiekcie urządzono ośrodek opieki dla osób niewidzących oraz niedowidzących, którym zarządzały siostry pallotynki. W 2021 pałac wystawiono na sprzedaż